# Mladé Polsko

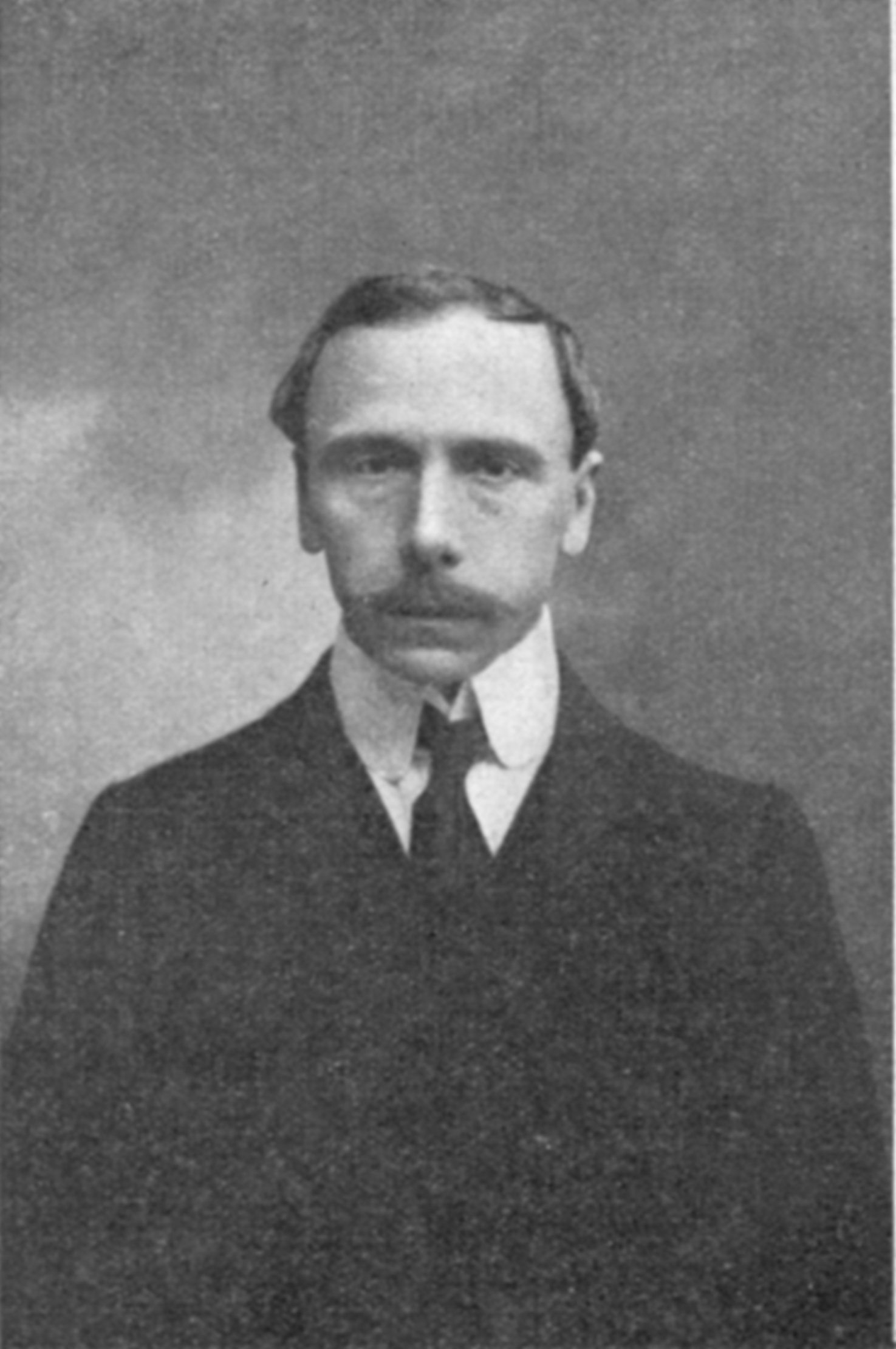
Artur Górski

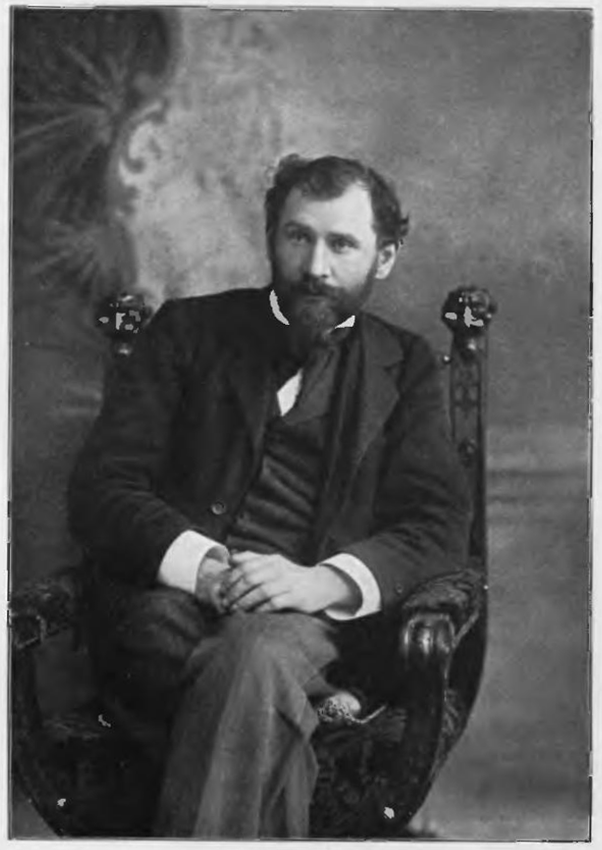
Stanisław Przybyszewski

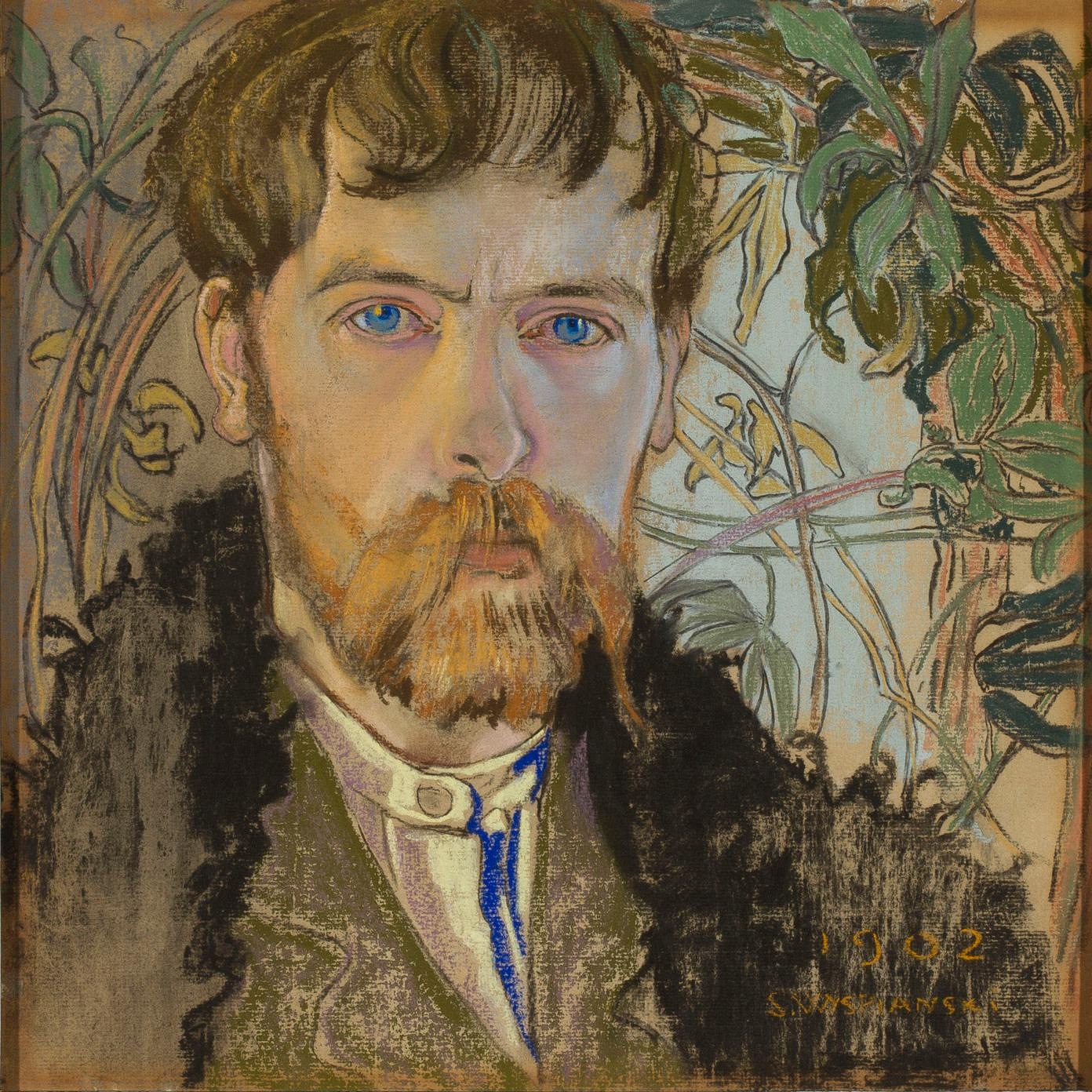
Stanisław Wyspiański, autoportrét

Mladé Polsko (Młoda Polska) je označení pro polské umělecké hnutí z přelomu 19. a 20. století (nejčastěji je datováno do let 1890–1918), projevující se v literatuře, v hudbě a ve výtvarném umění. Název poprvé použil roku 1898 literární kritik Artur Górski (1870–1959) v cyklu článků o polské literatuře, uveřejňovaných v časopise Życie, který redigoval propagátor parnasismu Zenon Przesmycki (1861–1944).

## Charakteristika hnutí
Mladé Polsko vzniklo jako součást evropského modernismu a novoromantismu a odkazovalo se na romantickou tradici nadřazenosti pocitů nad rozumem. S naturalisty je spojovala kritika měšťanské morálky, ale jinak se estetické názory jeho představitelů značně lišily. Vyplývalo to z dvojího tlaku na tehdejší polské umění: na jedné straně se polští umělci snažili ve svých dílech uplatnit moderní evropské umělecké postupy a výboje, na straně druhé je situace národa zbaveného samostatnosti nutila vytvářet díla, sloužící k posílení národního sebevědomí. Velký význam pro další vývoj jejich tvorby měla proto revoluce roku 1905. Další inspirací byly pro některé autory proměny, kterými procházela polská vesnice jako přední nositel národní myšlenky. Došlo také ke zvýšení zájmu o orientální literaturu a umění. Hlavními centry uměleckého života Mladého Polska byl Krakov a Lvov.
Po dosažení polské samostatnosti roku 1918 ztrácelo hnutí postupně na významu, přesto byly některé jeho prvky rozvíjeny i v dalším období.

## Literatura

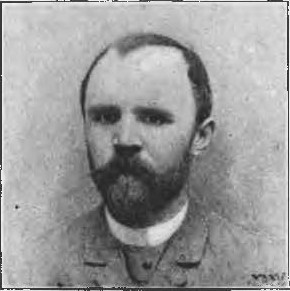
Zenon Przesmycki
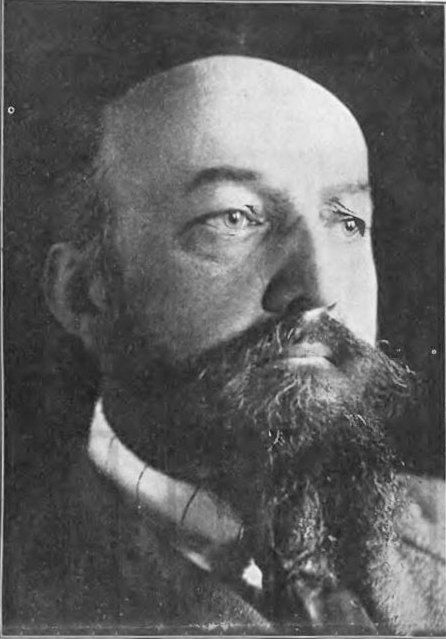
Tadeusz Miciński
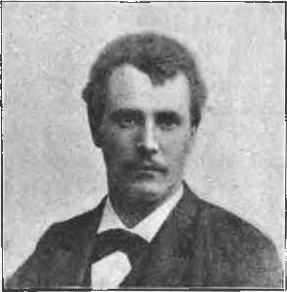
Jan Kasprowicz
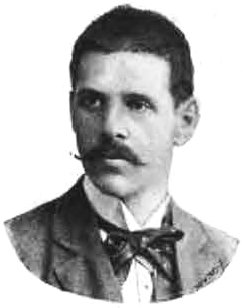
Przerwa-Tetmajer
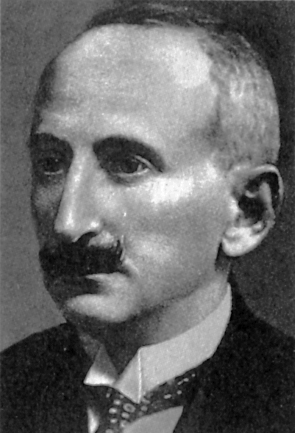
Bolesław Leśmian
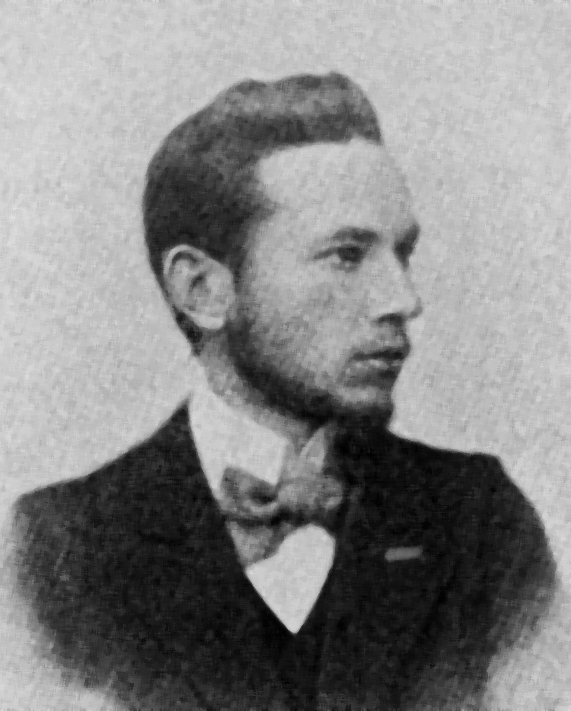
Leopold Staff
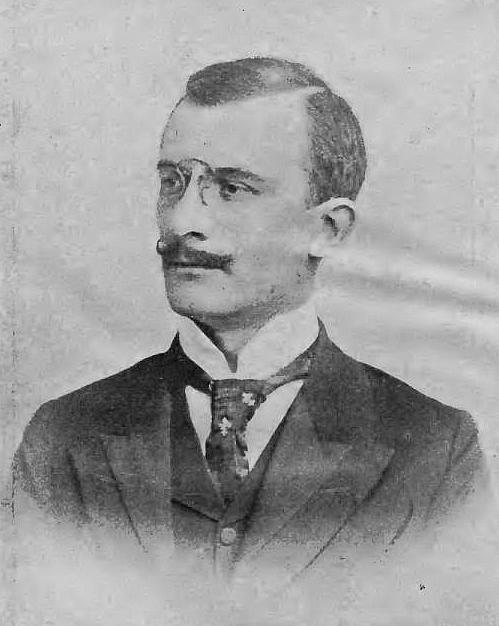
Lucjan Rydel
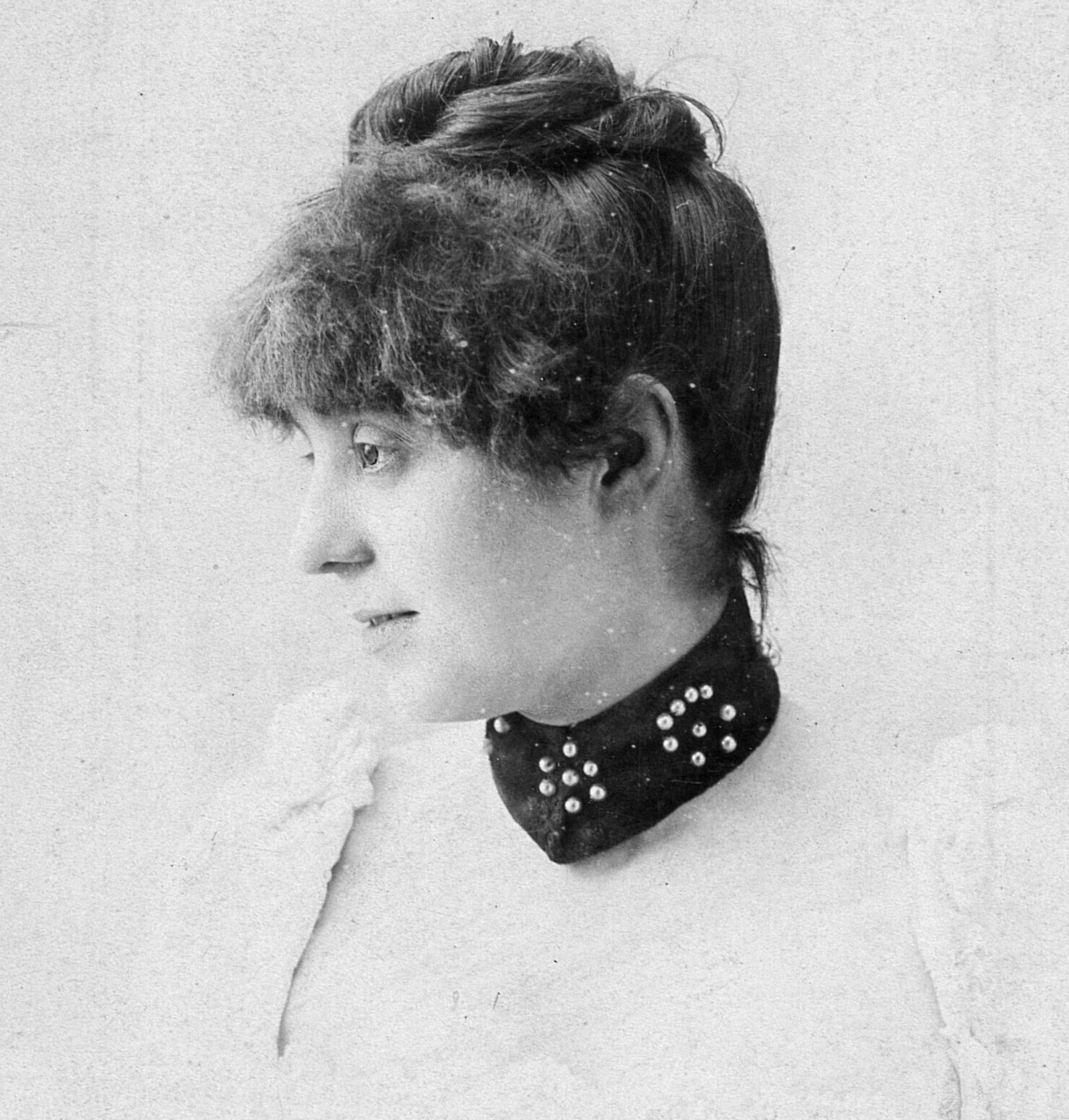
Gabriela Zapolska
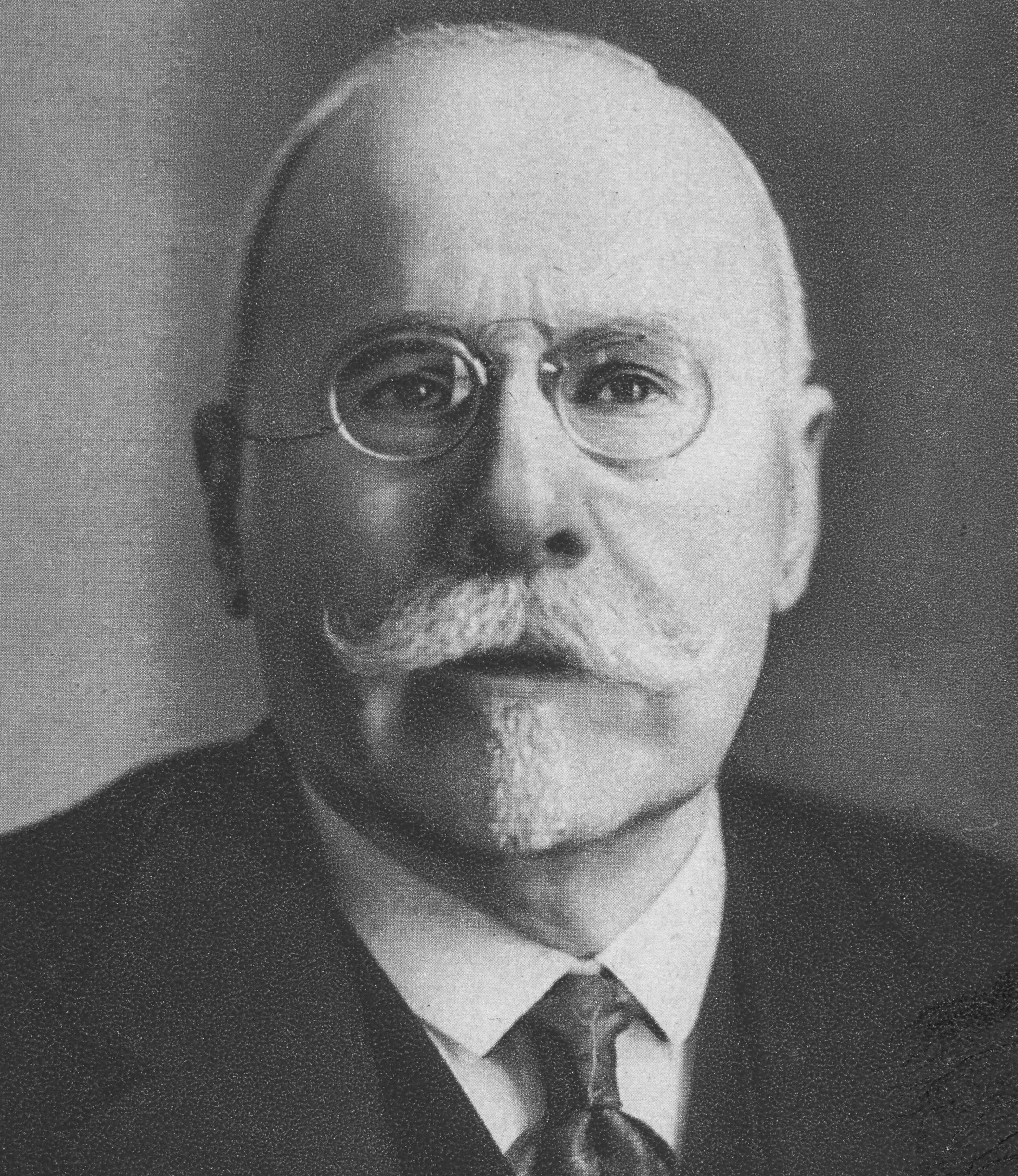
Wacław Sieroszewski
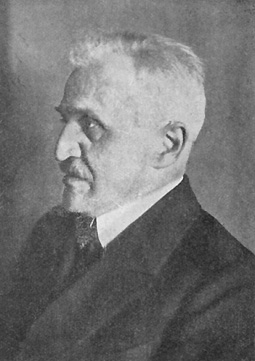
Wacław Berent
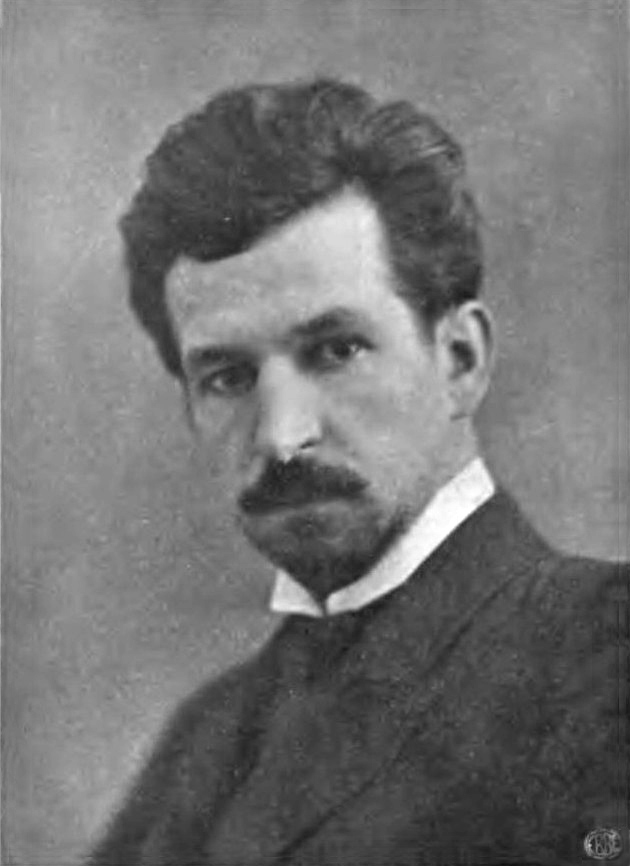
Władysław Orkan
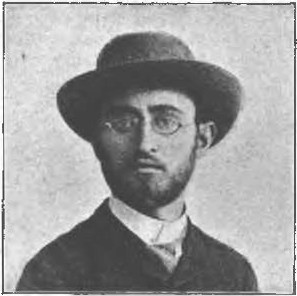
Wilhelm Feldman
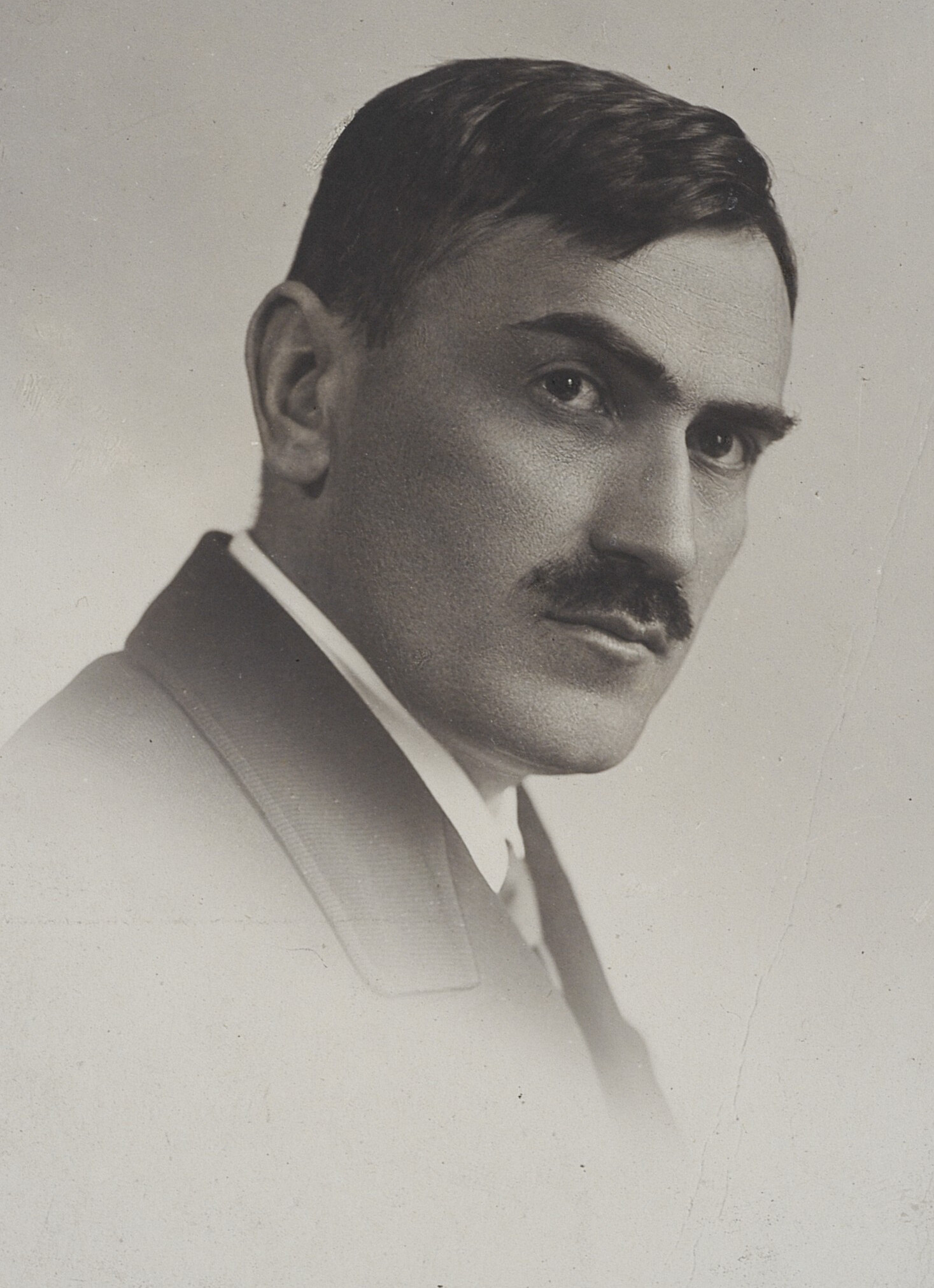
Tadeusz Boy-Żeleński
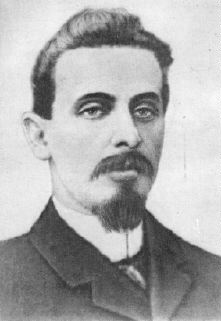
Stanisław Brzozowski
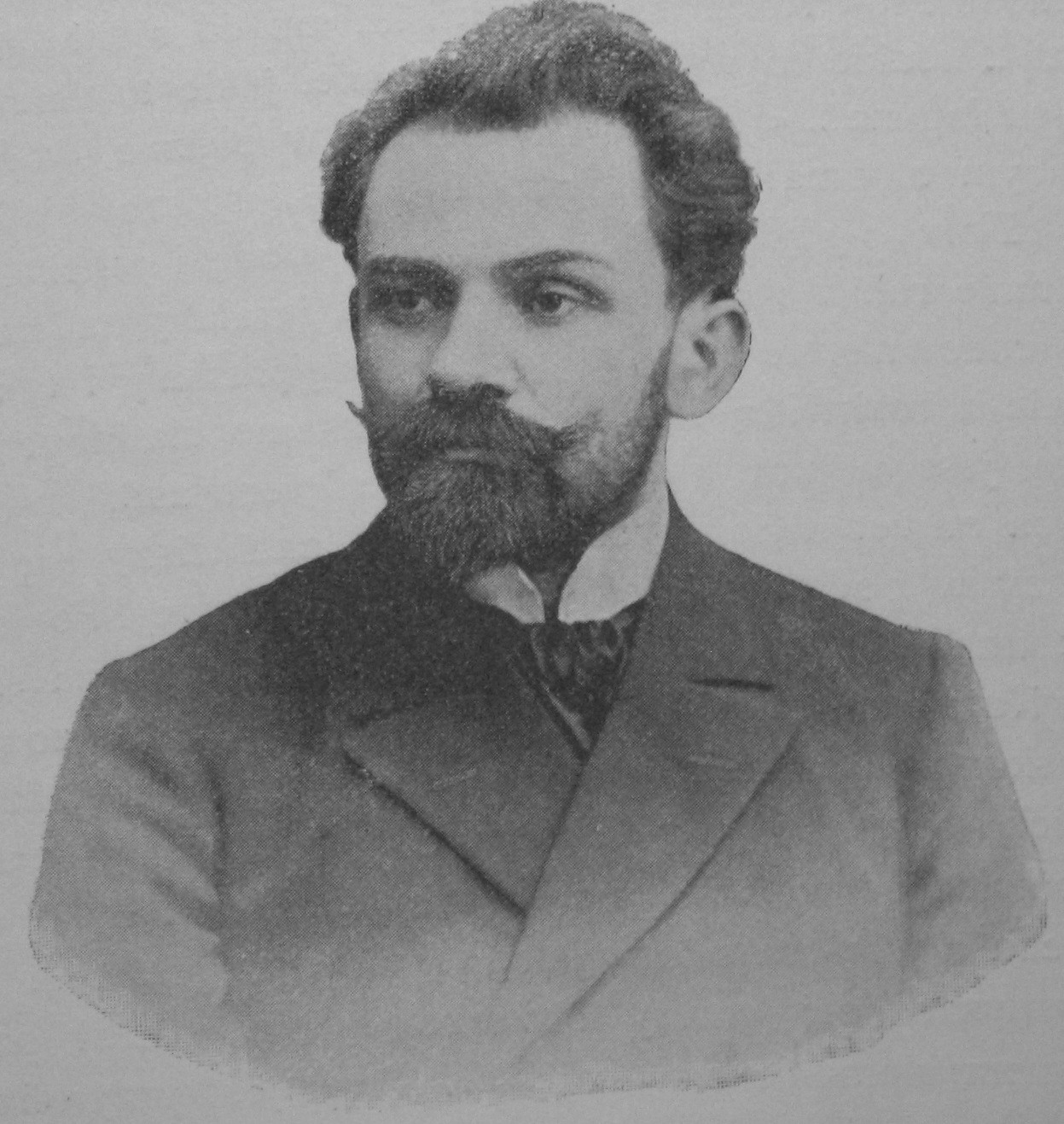
Stefan Żeromski
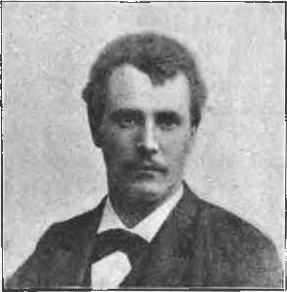
Jan Kasprowicz
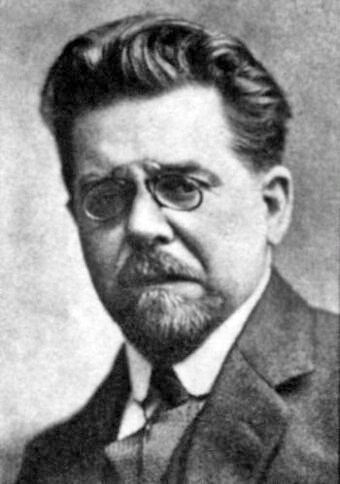
Władysław Reymont
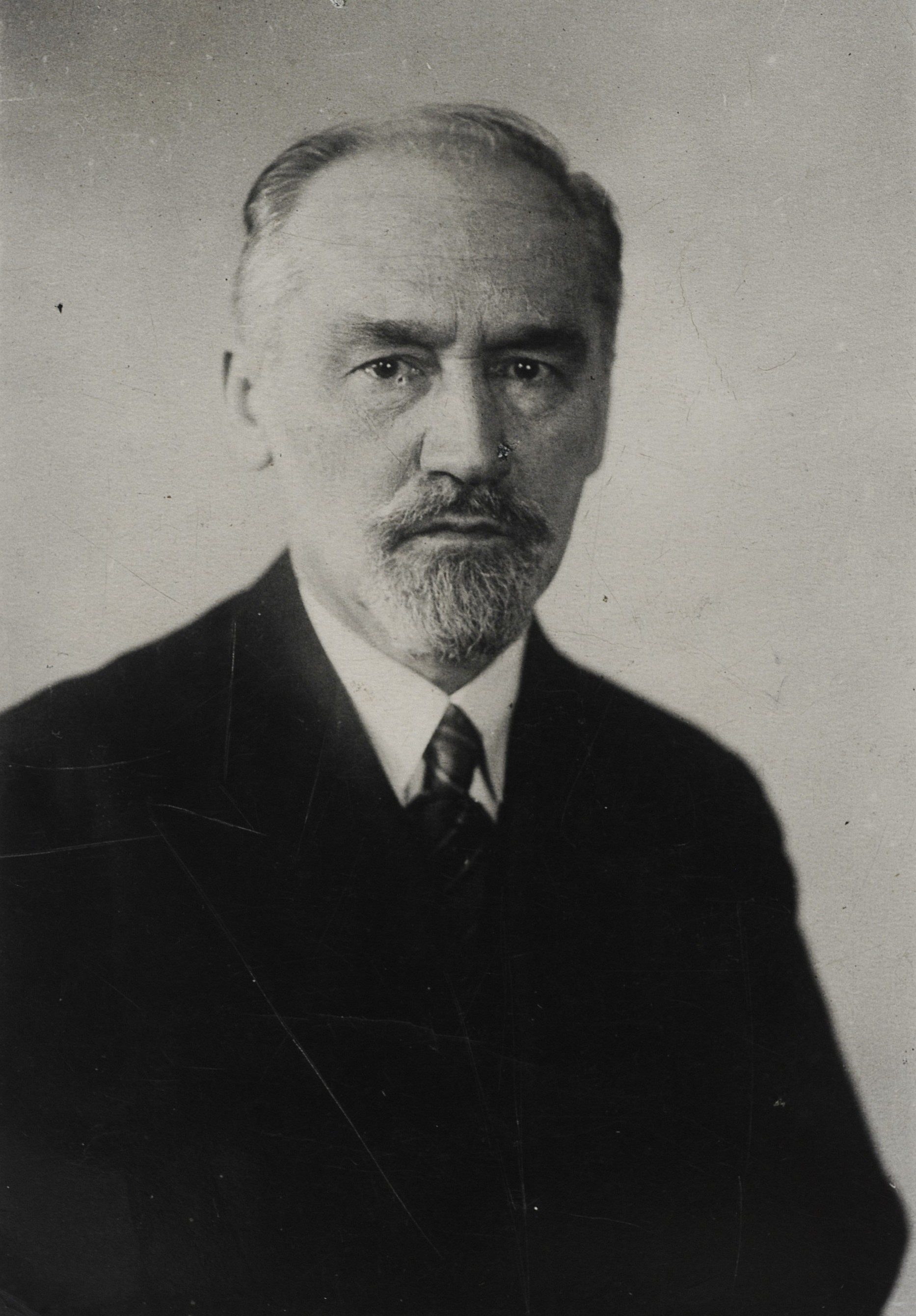
Karol Irzykowski

## Hudba

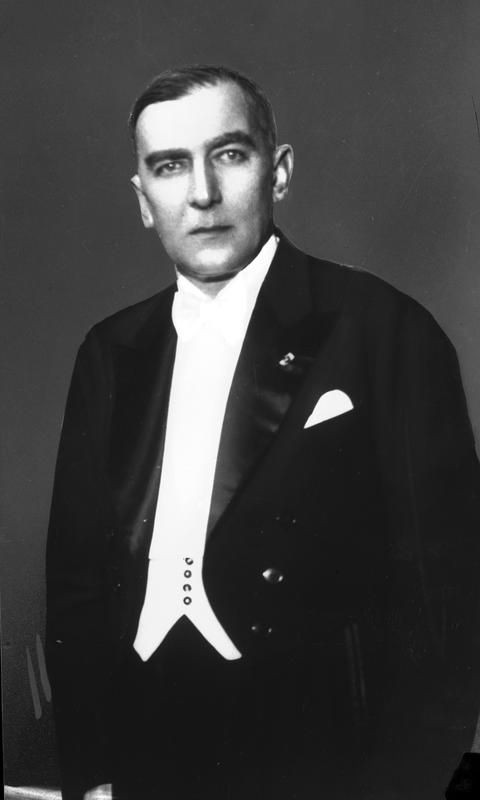
Karol Szymanowski

V hudbě se pojmem Mladé Polsko označuje spolek hudebních skladatelů, který si kladl za cíl položit základy moderní polské hudby. . Vznikl roku 1905, kdy skladatelé Ludomir Różycki (1883–1953), Apolinary Szeluto (1884–1966), Karol Szymanowski (1882–1937) a Grzegorz Fitelberg (1879–1953) založili s finanční podporou mecenáše umění prince Władysława Lubomirského (1866–1934) polské nakladatelství mladých skladatelů pod názvem Mladé Polsko se sídlem v Berlíně. Jejich spolupráce trvala víceméně až do vypuknutí první světové války. Dalším skladatelem, který sice formálně nepatřil k Mladému Polsku, ale tvořil v jeho stylu, byl Mieczysław Karłowicz (1876–1909).
Skladatelé Mladého Polska navazovali na hudební novoromantismus a byli většinou žáky Zygmunta Noskowského (1846–1909). Chtěli vytvářet především originální a ne snadno dostupnou hudbu a zbavit ji závislosti na německých vzorech. Cítili potřebu sladit polské prostředí s evropskými tendencemi. Jejich hudba je stylisticky nejblíže hudbě Richarda Strausse. Podle nich se velké umění mohlo stát národním, aniž by se uchylovalo k folklorismu. Tohoto cíle dosáhl prakticky pouze Karol Szymanowski, který dospěl až k expresionismu.

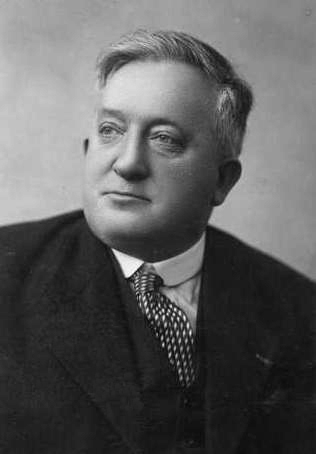
Ludomir Różycki
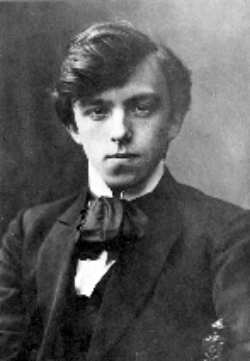
Apolinary Szeluto
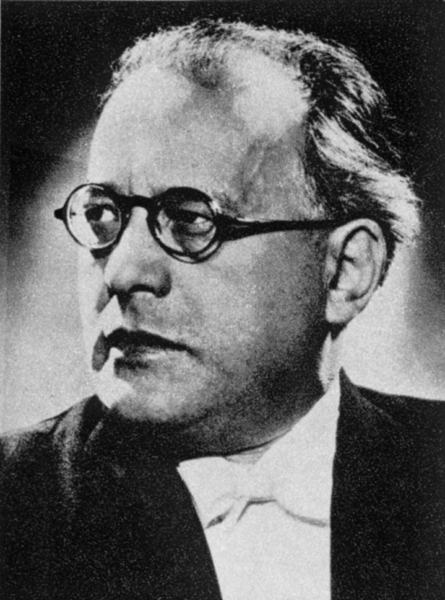
Grzegorz Fitelberg
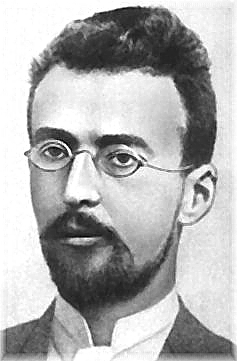
Mieczysław Karłowicz

## Výtvarné umění

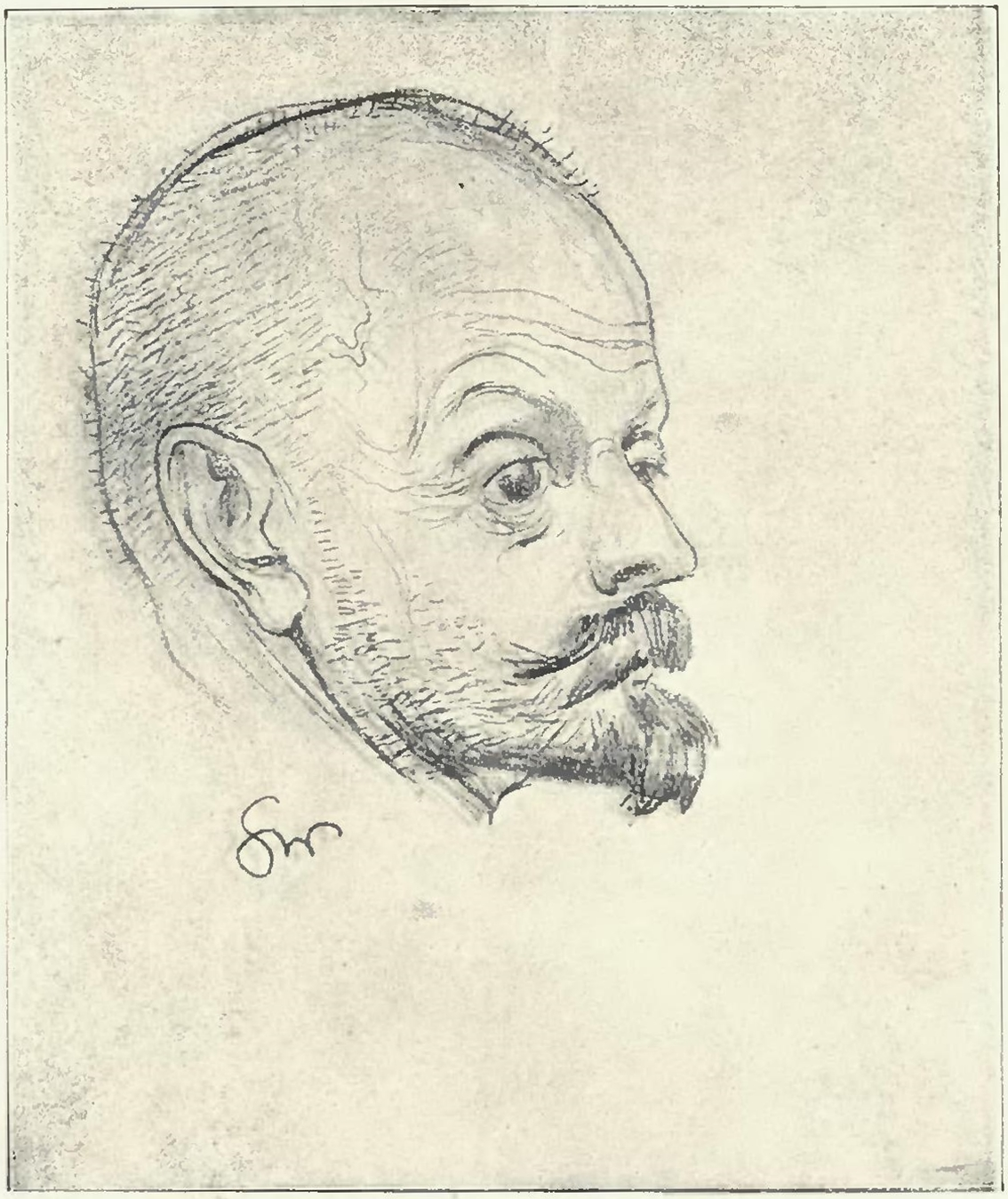
Jacek Malczewski

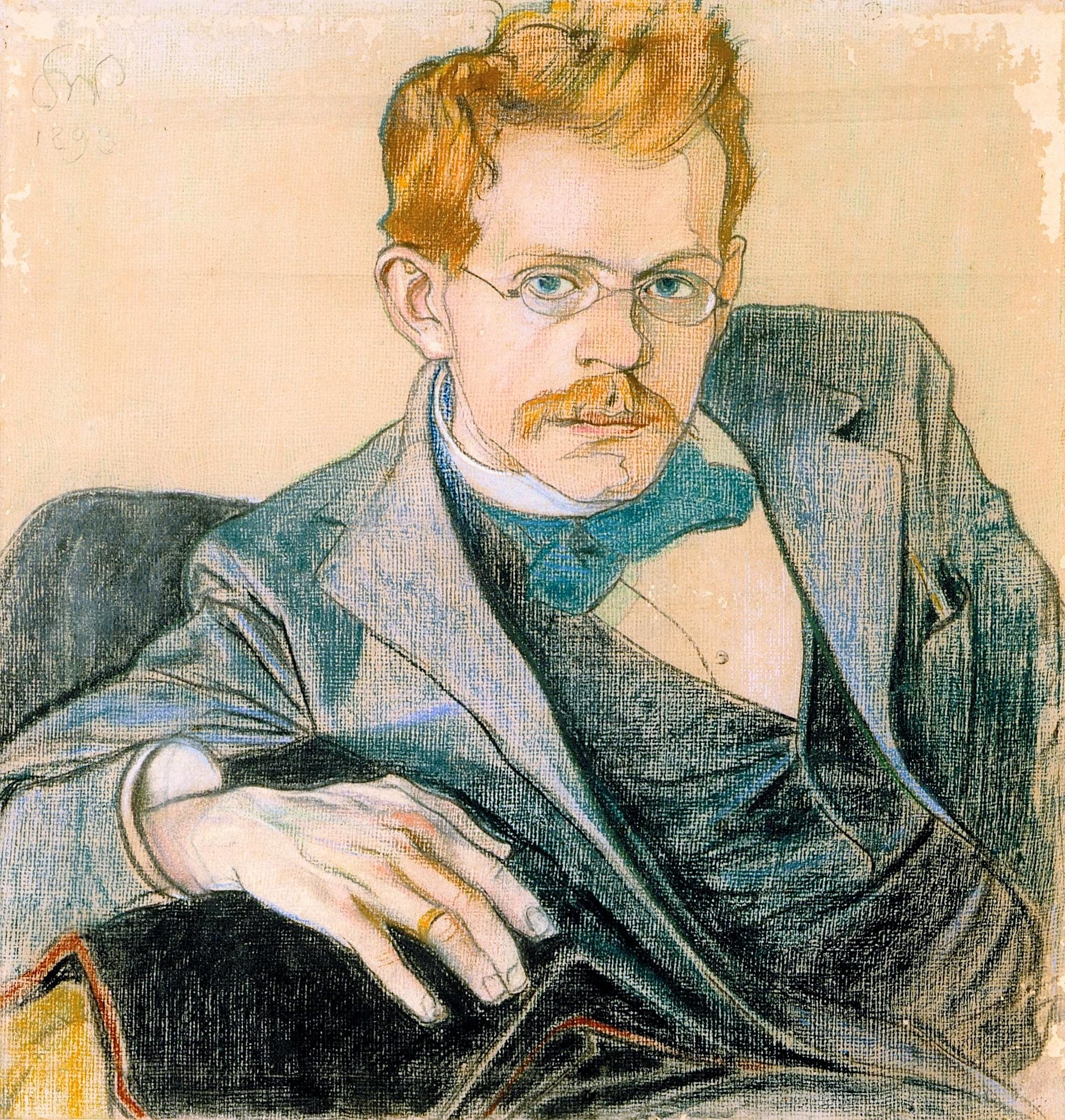
Józef Mehoffer

Malíři a sochaři, spadající do období Mladého Polska, navazovali na především romantické tradice. Mnoho z nich bylo ovlivněno symbolismem, ale nejrozšířenějším stylem byla secese. K předním představitelům hnutí patřili kromě již zmíněného Stanisława Wyspiańského především Jacek Malczewski (1854–1929), Wacław Szymanowski (1859–1930), Jan Stanisławski (1860–1907), bratr básníka Kazimierza Przerwy-Tetmajera Włodzimierz Tetmajer (1861–1923), Józef Mehoffer (1869–1946), Jann Raszka (1871–1945), Edward Okuń (1872–1945) a Witold Wojtkiewicz (1879–1909).

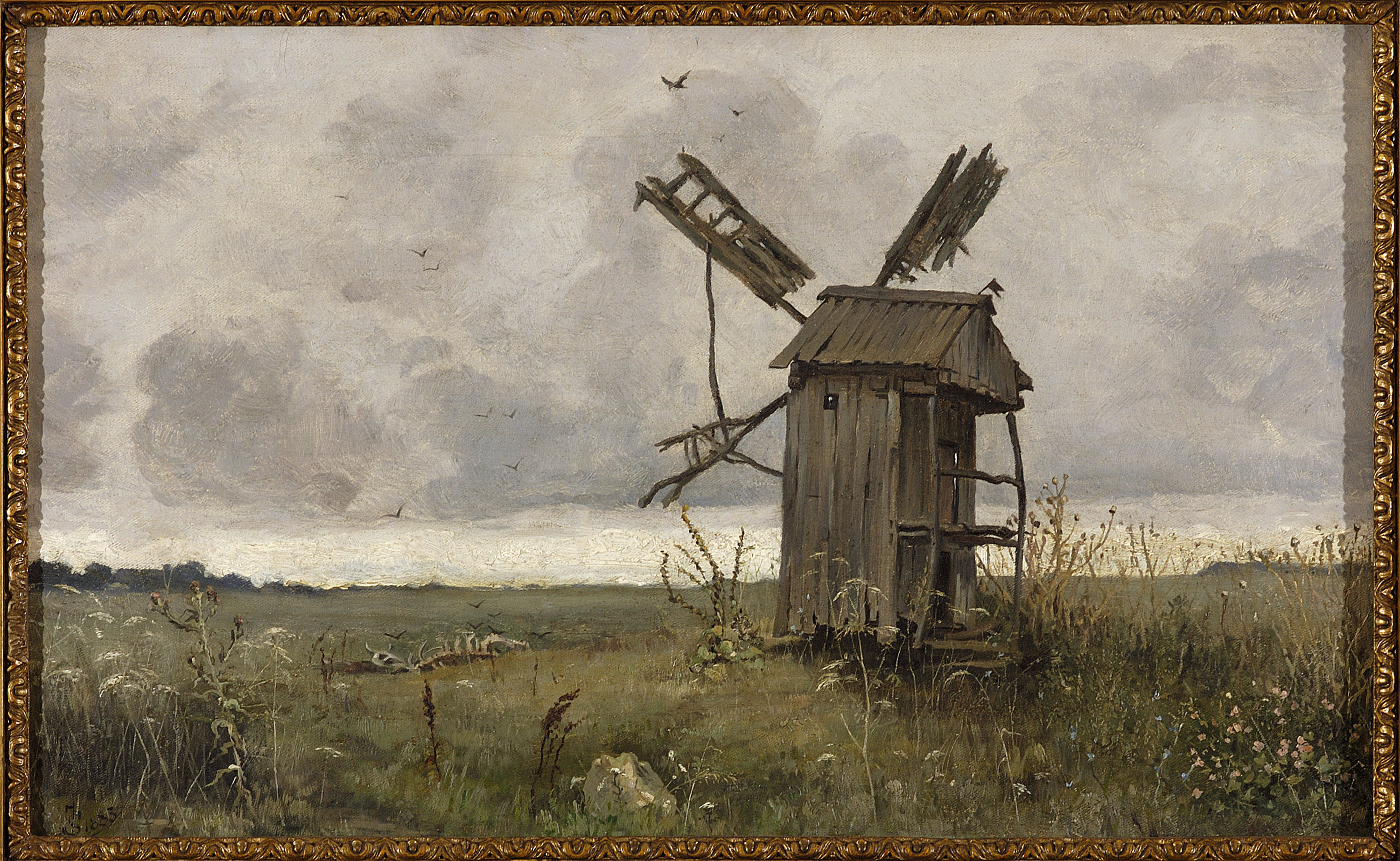
Jan Stanisławski: Wiatrak ukraiński (1883)
Stanisław Wyspiański: Barki na Sekwanie (1894)
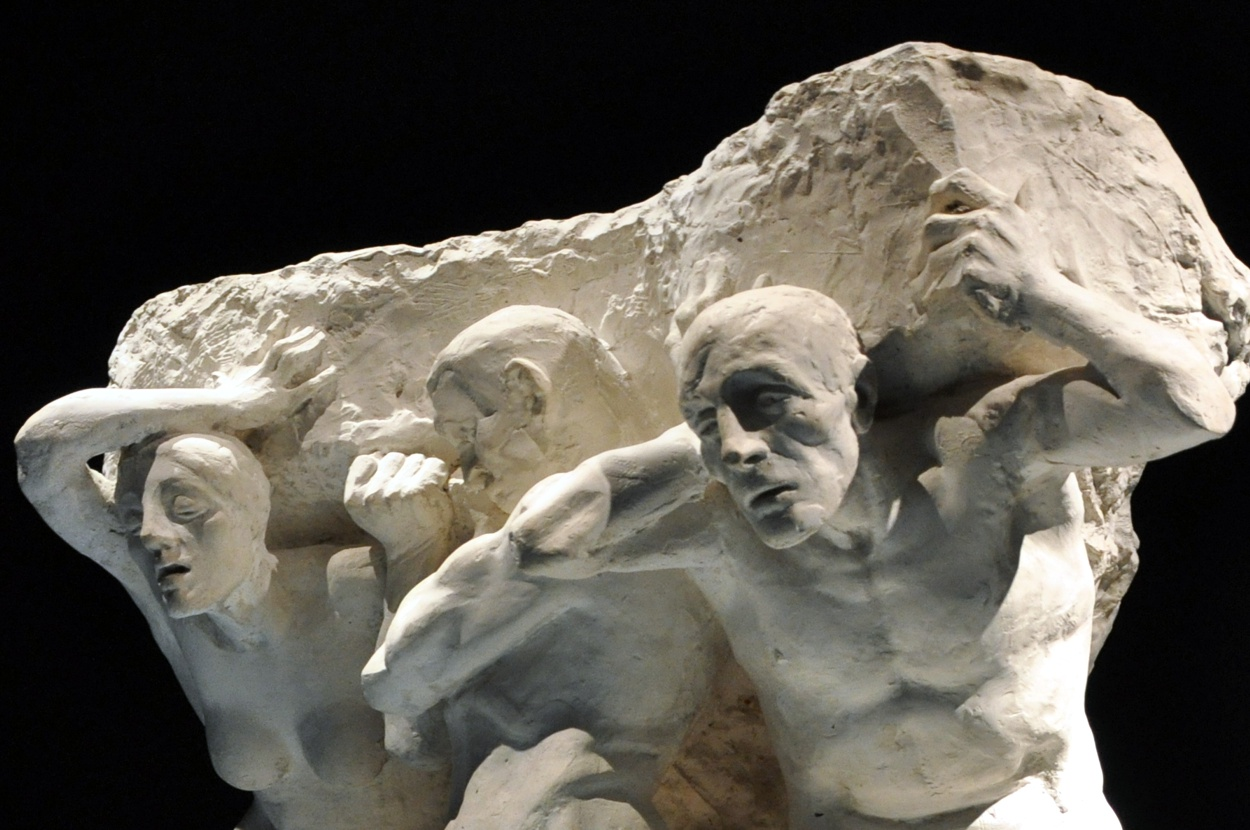
Wacław Szymanowski: Kariatydy (1896)
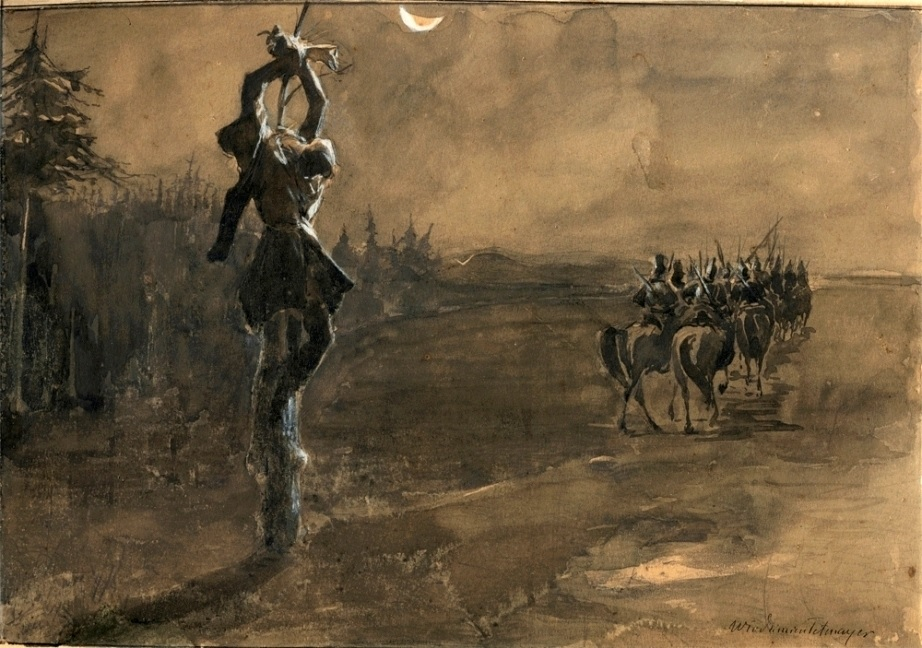
Włodzimierz Tetmajer: Śmierć Azji (1900)

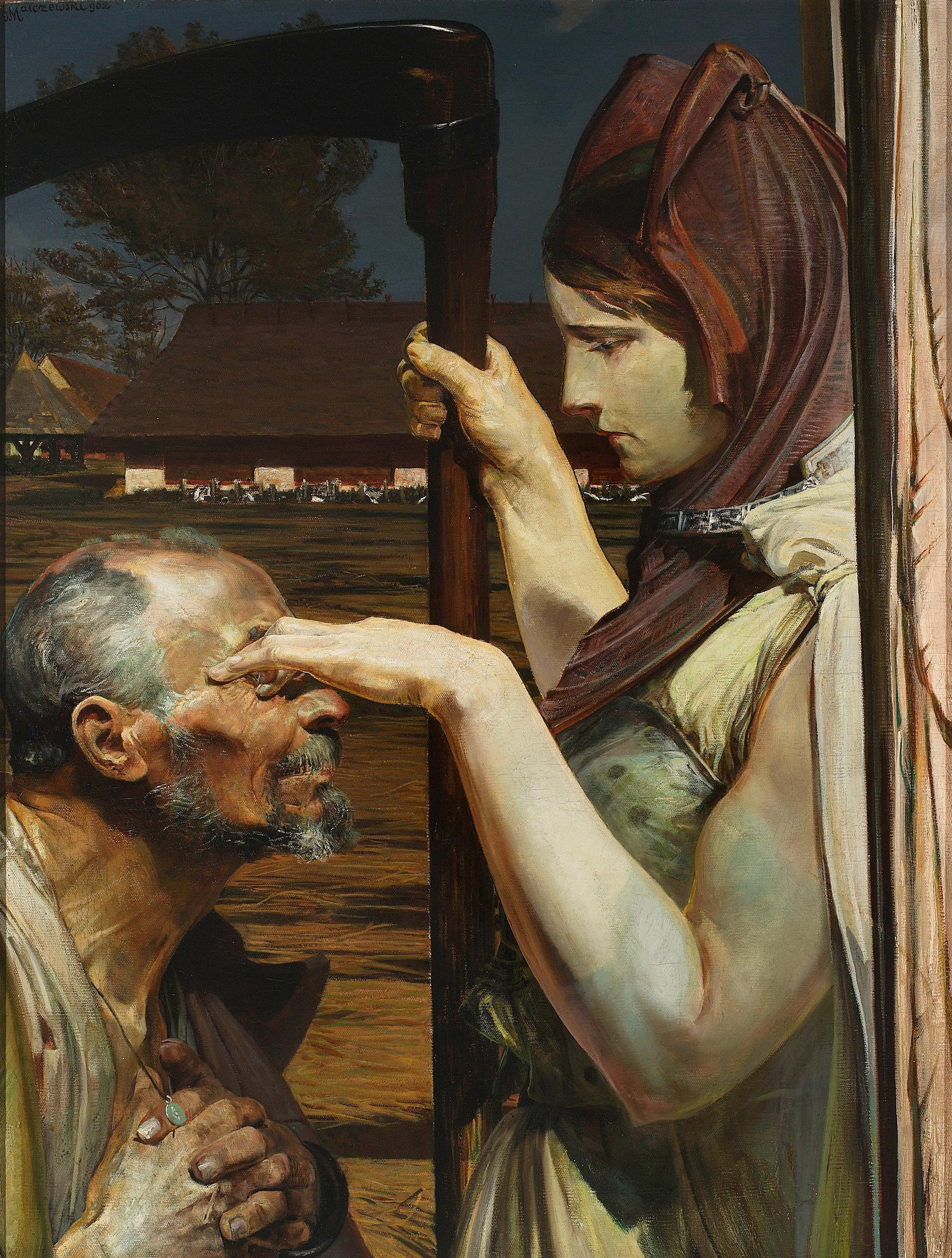
Jacek Malczewski: Śmierć (1902)
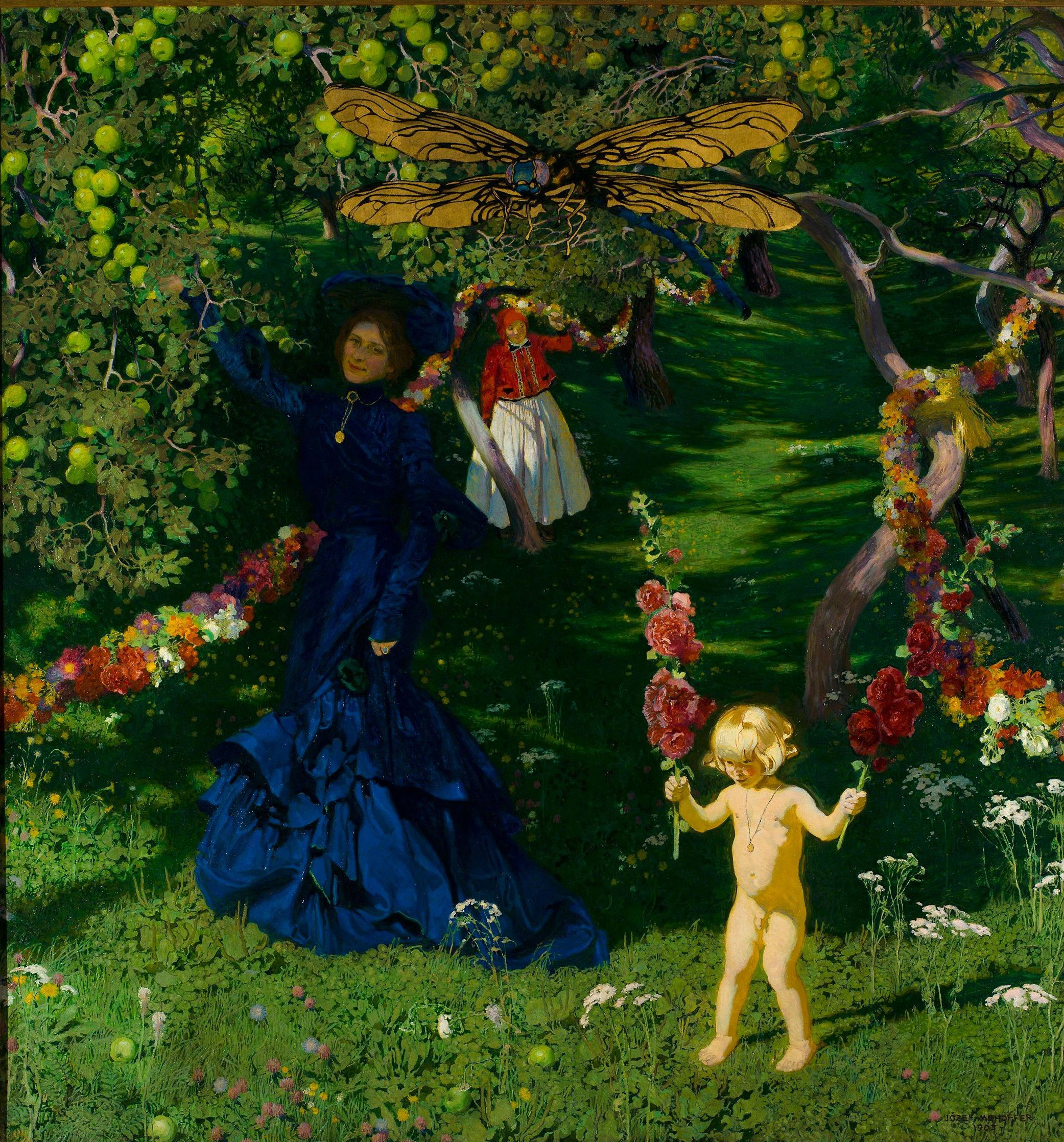
Józef Mehoffer: Dziwny ogród (1903)
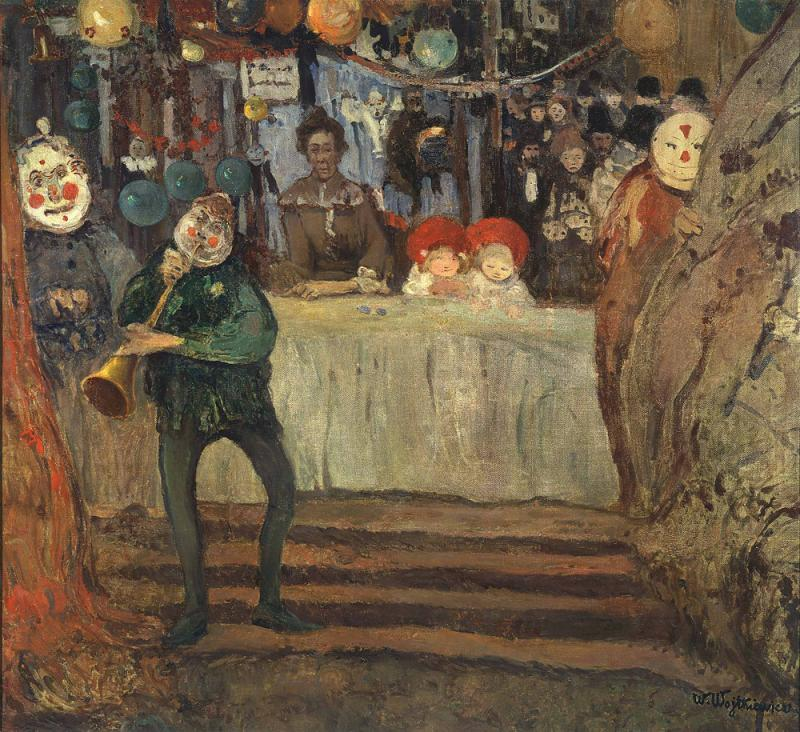
:Witold Wojtkiewicz: Cirk (1905)
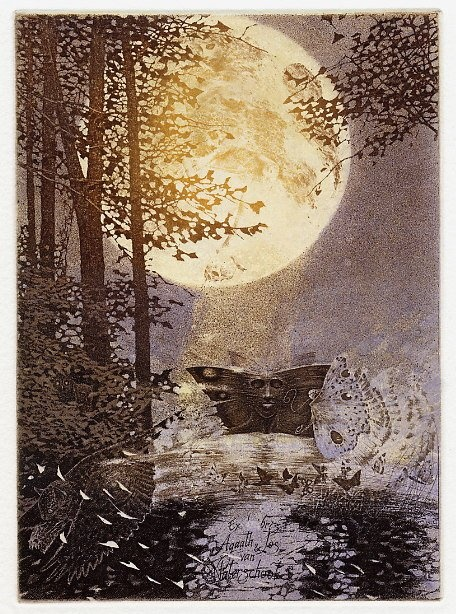
Edward Okuń: Motyle nocne (asi 1920)